# Lepilemur otto
Lepilemur otto, lémur saltador de Otto, es una especie de mamífero primate de la familia Lepilemuridae. Como todos los lémures es endémico de la isla de Madagascar y se distribuye al noroeste de la isla, en Ambodimahabibo, entre los ríos Mahajamba al sur, y Sofía al norte.
Su cuerpo mide de 29 a 30 cm y su cola de 25 a 27, pesa de 850 a 875 gramos. Es de color gris marrón por el dorso y gris crema por el vientre. En la nuca aparece una línea oscura difusa que se continúa alcanzando la segunda mitad de la espalda. La cara es gris y la cola es enteramente marrón, a veces con una mancha blanca la punta.
Se encuentra en bosques secos. Tiene hábitos arbóreos y nocturnos, y se alimenta de hojas.
Su estatus en la Lista Roja de la UICN es de «especie en peligro de extinción», debido a su reducida área de distribución —menos de 4220 km²— muy fragmentada y en continuo declive. Además se ha constatado una disminución en el número de adultos. También se encuentra en el apéndice I de CITES.